# São José da Lamarosa
São José da Lamarosa es una freguesia portuguesa del concelho de Coruche, en el distrito de Santarém, con 110,89 km² de superficie y 1.727 habitantes (2011). Su densidad de población es de 15,6 hab/km².
Documentada ya en 1238, São José de Lamarosa fue elevada a la categoría de vila por el rey español Felipe IV (Filipe III para los portugueses) y permaneció como sede de concelho hasta principios del siglo XIX. En 1936 la freguesia fue anexionada a la de São João Baptista de Coruche, restaurándose su autonomía en 1962.
Situada en la zona septentrional del municipio de Coruche, Lamarosa es una freguesia eminentemente rural, cuya economía se basa en la agricultura, la explotación forestal (pinos, eucaliptos y alcornoques), la fruticultura (fresas, ciruelas, melocotones y cítricos) y la  artesanía del corcho.
En el patrimonio histórico-artístico de la freguesia destaca la iglesia matriz, reconstruida tras el terremoto de Lisboa de 1755, pero que conserva en su interior los altares con frontales de azulejos del siglo XVII.